# Nagroda Teatralna im. Stanisława Wyspiańskiego
Nagroda Teatralna im. Stanisława Wyspiańskiego – coroczna nagroda Miasta Krakowa przyznawana artystom teatru za szczególne osiągnięcia lub wydarzenia w dziedzinie teatru, których miejscem powstania i zasadniczej prezentacji było miasto Kraków, ustanowiona uchwałą Rady Miasta w dniu 14 września 2011.
Kapituła przyznaje ją indywidualnym artystom teatru (aktorom, reżyserom, scenografom, muzykom), lub zespołom za wspólne osiągnięcie kilku artystów. Jest nagrodą pieniężną dzieloną w przypadku nagrody zespołowej. Nagroda główna wynosi 50 000 zł, od 2017 przyznawana jest także nagroda specjalna w wysokości 10 000 zł lub 15 000 zł, przeznaczona dla artystów teatru nieinstytucjonalnego, zaś od 2020 r. dodatkowe nagrody specjalne.

## Kapituła nagrody
W skład kapituły nagrody wchodzą:
- zastępca prezydenta Krakowa właściwy ds. kultury,
- przedstawiciel Rady Miasta Krakowa z komisji właściwej ds. kultury,
- dyrektor lub zastępca dyrektora wydziału właściwego ds. kultury w Urzędzie Miasta Krakowa,
- przedstawiciel lub przedstawiciele organizacji branżowych, np. Związku Artystów Scen Polskich, Związku Zawodowego Aktorów Polskich, Gildii Reżyserów Polskich),
- minimum innych trzech przedstawicieli środowisk teatralnych[3]

W skład kapituły wchodzili:
- Magdalena Sroka (2012–2018),
- Stanisław Dziedzic (2012–2017),
- Barbara Turlejska (2012–2015),
- Barbara Szałapak (2012–2018),
- Emil Orzechowski (2012–2015),
- Jacek Popiel (od 2012),
- Dariusz Kosiński (2012–2016),
- Wiktor Herzig (2012-2022),
- Tadeusz Nyczek (2012–2015),
- Anna Róża Burzyńska (2012–2018),
- Krzysztof Durek (2012–2015),
- Jerzy Fedorowicz (2012–2015),
- Małgorzata Jantos (2015–2024),
- Adam Kalita (2015–2022),
- Andrzej Kulig (2016–2019),
- Bolesław Brzozowski (2016–2018),
- Krzysztof Jędrysek (2016–2018),
- Katarzyna Olesiak (2017-2022)
- Magdalena Doksa-Tverberg (2019)
- Ewa Kaim (2019–2022)
- Łukasz Drewniak (od 2019)
- Olga Katafiasz (od 2019)
- Monika Kwaśniewska-Mikuła (2019–2022)
- Paweł Miśkiewicz (od 2019)
- Joanna Targoń (od 2019)
- Jerzy Zoń (2019–2022)
- Wacław Jankowski (2019–2022)
- Joanna Szulborska-Łukaszewicz (od 2019)
- Robert Piaskowski (2020-2024)
- Paweł Dobrzycki (od 2023)
- Paweł Domagała (2023)
- Anna Królica (od 2023)
- Józefa Zając-Jamróz (od 2023)
- Grażyna Fijałkowska (2023-2024)
- Marek Hohenauer (od 2025)
- Paweł Szczepanik (od 2025)

## Laureaci nagrody
Laureaci nagrody:
- 2012 – aktor Radosław Krzyżowski
- 2013 – zespół aktorek i twórców spektaklu „Za chwilę. Cztery sposoby na życie i jeden na śmierć” zrealizowanego w Teatrze im. J. Słowackiego w Krakowie: Bożena Adamek, Dominika Bednarczyk, Dorota Godzic, Marta Konarska, Anna Tomaszewska (aktorki) oraz Iwona Kempa (adaptacja, reżyseria i scenografia), Anna Sekuła (scenografia i kostiumy), Bartosz Chajdecki (muzyka i opracowanie muzyczne), Dawid Rudnicki (opracowanie muzyczne, muzyka na żywo)
- 2014 – aktor Grzegorz Mielczarek
- 2015 – zespół aktorów spektaklu „nie-boska komedia. Wszystko powiem Bogu!!!” zrealizowanego w 2014 roku na Scenie Kameralnej Narodowego Starego Teatru im. Heleny Modrzejewskiej w Krakowie: Małgorzata Hajewska-Krzysztofik, Dorota Segda, Marta Nieradkiewicz, Marta Ojrzyńska, Dorota Pomykała, Anna Radwan-Gancarczyk, Małgorzata Zawadzka, Juliusz Chrząstowski, Szymon Czacki, Marcin Czarnik, Michał Majnicz, Adam Nawojczyk, Radomir Rospondek
- 2016 – reżyser Krzysztof Jasiński
- 2017
  - nagroda główna – aktorka i reżyserka Ewa Kaim
  - nagroda specjalna – zespół aktorski Teatru Mumerus: Wiesław Hołdys, Beata Kolak, Anna Lenczewska, Robert Żurek, Karol Zapała, Jan Mancewicz, Michał Braszak, Katarzyna Fijał, Agnieszka Dziedzic
- 2018
  - nagroda główna – dyrektor Teatru KTO Jerzy Zoń
  - nagroda specjalna – zespół aktorów i twórców spektaklu „Murzyni we Florencji” zrealizowanego przez Teatr Nowy Proxima: Iwona Kempa (reżyserka), Elżbieta Karkoszka, Anna Tomaszewska, Martyna Krzysztofik, Juliusz Chrząstowski, Sławomir Maciejewski, Jacek Romanowski i Maciej Sajur (aktorzy).

- 2019[7]
  - nagroda główna – Maćko Prusak i zespół aktorski Teatru Ludowego w składzie: Patrycja Durska, Weronika Kowalska, Beata Schimscheiner, Cezary Kołacz, Paweł Kumięga, Wojciech Lato, Maciej Namysło, Piotr Piecha, Karol Polak i Kajetan Wolniewicz za spektakl „Salto w tył”
  - nagroda specjalna – Zespół Teatru Figur Kraków w składzie: Dagmara Żabska, Marta Hankus, Dominika Kaczmarek, Anna Książek, Alla Maslovskaya, Agnieszka Polańska, Anna Żebracka, Tadeusz Dylawerski, Piotr Idziak, Andrzej Pietyra, Mateusz Wróbel, Tomasz Winiarski.
- 2020[8]
  - nagroda główna – Piotr Sieklucki – za realizację programu Teatr Nowego Widza, w ramach którego na scenie Teatru Nowego Proxima miały miejsce w 2019 roku premiery dwóch spektakli „Król Maciuś Pierwszy” oraz „Było sobie życie” adresowanych do najmłodszej publiczności, których reżyserem był laureat.
  - nagroda specjalna – Marta Wołowiec, Monika Węgrzynowicz, Marcin Janus, Grzegorz Kaliszuk – twórcy spektaklu „Naturgemälde”, powstałego w Krakowskim Centrum Choreograficznym.
  - Trzy nagrody specjalne: 
    - Trupa KOMEDIANTY w składzie: Agnieszka Cianciara-Fröhlich, Jonathan Fröhlich, Katarzyna Gazdowicz, Łukasz Łęcki oraz Dariusz Brojek (gościnnie) i Zygmunt Magiera (kierownictwo muzyczne) za spektakl „Mieszczanin szlachcicem” wg Moliera;
    - Paulina Dziuba, Sara Gawlik i Ziuta Zającówna – zespół artystów tworzących spektakl „Ale babki! Krótka historia kobiet: od PRL-u aż do dziś” Teatru Proscenium w reżyserii Józefy Zając-Jamróz (STeN);
    - Szymon Budzyk i zespół aktorski spektaklu „Zobacz ciało” w składzie: Julia Dyga, Natalia Maczyta-Cokan, Maciej Cymorek, Łukasz Gawroński (Teatr Odwrócony).

  - Dwie INDYWIDUALNE NAGRODY SPECJALNE: 
    - Krzysztof Bochenek za rolę w spektaklu „Śmierć pięknych saren” w reżyserii Jana Szurmieja na scenie Teatru Bagatela,
    - Ziuta Zającówna za pomysł i reżyserię spektaklu „Ale babki! Krótka historia kobiet: od PRL-u aż do dziś” Teatru Proscenium (STeN).
- 2021[9]
  - nagroda główna – zespół aktorski spektaklu „Dialogi polskie” w reżyserii Mikołaja Grabowskiego w składzie: Ewelina Starejki, Urszula Grabowska, Natalia Hodurek, Izabela Kubrak, Wojciech Leonowicz, Paweł Sanakiewicz, Maciej Sajur, Dariusz Starczewski, Kosma Szyman, Artur Sędzielarz.
  - nagroda specjalna – Eryk Makohon i Paweł Łyskawa liderzy Krakowskiego Teatru Tańca za instalację performatywną „Okno holenderskie”.
  - nagroda specjalna – zespół tancerzy-performerów występujących w projekcie Krakowskiego Teatru Tańca „Okno holenderskie”: Natalia Dinges, Alicja Müller, Paulina Nowicka, Michał Przybyła, Agnieszka Skorut, Magdalena Skowron.
  - nagroda specjalna – twórczynie miniserialu internetowego „W związku z zaistniałą sytuacją”: Zośka Papużanka – za scenariusz, i Agnieszka Przepiórska-Frankiewicz – odtwórczyni głównej roli.
- 2022[10]
  - nagroda główna – zespół twórców i aktorów spektaklu „Dziady” w Teatrze im. J. Słowackiego w Krakowie: Maja Kleczewska (reżyseria, scenariusz techniczny), Łukasz Chotkowski (dramaturgia, scenariusz sceniczny), Katarzyna Borkowska (scenografia, reżyseria światła), Konrad Parol (kostiumy), Cezary Duchnowski (muzyka), Kaya Kołodziejczyk (choreografia, aktorka), Romana Agnel (choreografia menueta w scenie balu), Maciej Czuchryta, Adam Izdebski (wideo), Tadeusz Pyrczak (wideo i asystent reżyserki); Halina Jarczyk (przygotowanie wokalne), Tomasz Dziedzic (reżyseria dźwięku), Anna Wójcicka (inspicjent), Bartosz Jelonek (producent), OBSADA: Feliks Szajnert, Hanna Bieluszko, Tomasz Międzik, Tadeusz Zięba, Rafał Dziwisz, Maciej Jackowski, Karolina Kazoń, Dominika Bednarczyk, Agnieszka Przepiórska, Natalia Strzelecka, Agnieszka Kościelniak, Katarzyna Zawiślak-Dolny, Karol Kubasiewicz, Marcin Kalisz, Jan Peszek, Marcin Sianko, Dorota Godzic, Lidia Bogaczówna, Sławomir Rokita, Tomasz Augustynowicz oraz tancerze Baletu Cracovia Danza: Ewelina Keller, Zuzanna Ruta, Anna Szklener, Simon Bacik, Filip Świeczkowski, Łukasz Szkiłądź oraz STATYŚCI (role Żydów): Zbigniew Szpara, Grzegorz Baran i Piotr Kadula.
  - nagroda specjalna – twórcy spektaklu „Hey U” powstałego na Scenie 210 Akademii Sztuk Teatralnych w Krakowie: Agnieszka Glińska (reżyserka), Marta Konarzewska (opieka dramaturgiczna), Monika Nyckowska (scenografia i kostiumy), Dawid Sulej Rudnicki (opracowanie muzyczne i muzyka), Marlena Jonasz (asystentka reżyserki i aktorka) oraz pozostała obsada: Alicja Czarnik, Jakub Fret, Łukasz Gawroński, Michał Iwaszkiewicz, Weronika Krystek, Michał Przestrzelski, Aleksandra Sroka, Ida Trzcińska, Michał Wójtowicz.
  - dwie dodatkowe nagrody specjalne: 
    - Fundacja Migawka – za całokształt działalności oraz za spektakl „Siostrzeństwo” w wykonaniu Dominiki Feiglewicz i Patrycji Jarosińskiej.
    - Katarzyna Chlebny – za scenariusz, reżyserię i główną rolę w spektaklu „Kora. Boska” w Teatrze Nowym Proxima.
- 2023[11]
  - nagroda główna – zespół twórców i aktorów spektaklu „1989” w Teatrze im. J. Słowackiego w Krakowie: Katarzyna Szyngiera (reżyseria, scenariusz), Marcin Napiórkowski (pomysł, scenariusz, teksty piosenek i szkice linii wokalnych), Andrzej "Webber" Mikosz (muzyka), Mirosław Wlekły (scenariusz), Patryk "Bober" Bobrek (redakcja rapów i tekst utworu "Debata" i "Porozmawiajmy", tekst utworu "Olo, game changer"), Antoni Sztaba (tekst utworu "Olo, game changer"), Adam „Łona” Zieliński (tekst utworu "A co jeśli wygramy?"), Mateusz Bieryt (partie wokalne), Barbara Olech (choreografia), Milena Czarnik (scenografia), Arek Ślesiński (kostiumy), Paulina Góral (światło), ZESPÓŁ MUZYCZNY: Piotr Bolanowski (instrumenty klawiszowe), Jan Kusek (bas), Jaroslaw Pakuszyński (elektornika), Wojciech Długosz (perkusja, kierownictwo muzyczne); Wojciech Dolatowski (asystent reżyserki i choreografki, przygotowanie wokalne), Daria Stefania Krawczyk (asystentka kostiumografa), Klaudia Rabiega (konsultacje wokalne), Tomasz Dziedzic (reżyseria dźwięku), Tadeusz Widomski (efekty kaskaderskie), Bartłomiej Oskarbski (inspicjent i asystent reżyserki), Izabella Oleś (producent), Melania Szymerowska (producent) oraz OBSADA: Karolina Kazoń, Rafał Szumera, Agnieszka Kościelniak, Mateusz Bieryt, Katarzyna Zawiślak-Dolny, Magdalena Osińska, Marcin Czarnik, Daniel Malchar, Karolina Kamińska, Dominika Feiglewicz, Małgorzata Majerska, Julia Latosińska, Rafał Dziwisz, Dominik Stroka, Bartosz Bandura, Paulina Narożnik, Dasha Melekh.
  - nagroda specjalna – Michał Ana Nowicki za koncepcję i reżyserię spektaklu „Twin Peaks: do drzwi czerwonych zapukam” w Teatrze BARAKAH w Krakowie.
  - trzy dodatkowe nagrody specjalne:
    - rola w spektaklu „Salome” w Narodowym Starym Teatrze im. Heleny Modrzejewskiej w Krakowie: Juliusz Chrząstowski.
    - twórcy i obsada spektaklu „Calineczka” w Teatrze Ludowym w Krakowie: Jakub Roszkowski (adaptacja i reżyseria), Matylda Kotlińska (scenografia i kostiumy), Dominik Strycharski (muzyka), Anna Krysiak (choreografia), Damian Pawella (reżyseria światłą), Daniel Arbaczewski (konsultacja lalkarska), Maciej Namysło (asystent reżysera) oraz OBSADA: Anna Pijanowska, Małgorzata Kochan, Weronika Kowalska, Małgorzata Krzysica, Ryszard Starosta, Maciej Namysło.
    - twórcy i aktorzy spektaklu „Arcadia” Teatru KTO w Krakowie: Jerzy Zoń (scenariusz, reżyseria, opracowanie muzyczne, scenografia), Marek Braun (scenografia), Eryk Makohon (ruch sceniczny, choreografia), Joanna Łagowska (kostiumy), Elżbieta Kwasek (kostiumy), Janusz Grzywacz (aranżacja utworu „Rezerwa”), Michał Warmusz (kompozycja utworu „Viva la arcadia”) oraz OBSADA: Magdalena Dymsza, Karolina Daniec-Franczyk, Paulina Lasyk, Grażyna Srebrny-Rosa, Marta Zoń, Sławomir Bendykowski, Bartek Cieniawa, Krzysztof Cybulski, Tomasz Łukawski, Franciszek Muła, Paweł Monsiel, Mieszko Syc.

  - 2024[12]
    - NAGRODA GŁÓWNA: Zespół twórców i obsada spektaklu „Jak nie zabiłem swojego ojca i jak bardzo tego żałuję” w reżyserii Mateusza Pakuły. Spektakl Teatru Łaźnia Nowa powstały w koprodukcji z Teatrem im. Stefana Żeromskiego w Kielcach. Zespół w składzie: Mateusz Pakuła (adaptacja i reżyseria), Andrzej Plata (obsada), Jan Jurkowski (obsada), Wojciech Niemczyk (obsada), Szymon Mysłakowski (obsada), Marcin Pakuła (obsada, muzyka), Justyna Elminowska (scenografia i kostiumy), Zuzanna Skolias-Pakuła (muzyka, partie wokalne), Antonis Skolias (muzyka), Paulina Góral (reżyseria światła), Maciej Kaszyński (asystent reżyserki światła), Olga Balowska (wideo), Katarzyna Białooka (inspicjentka).
    - NAGRODA dedykowana TEATROM NIEINSTYTUCJONALNYM: Twórcy i obsada spektaklu „Szekspirie” w reżyserii Eryka Makohona, przygotowanego przez Krakowski Teatr Tańca. Zespół w składzie: Eryk Makohon (koncepcja, reżyseria, scenografia i choreografia), Agnieszka Bednarz-Tyran (wykonanie), Yelyzaveta Tereshonok (wykonanie), Daria Kubisiak (dramaturgia), Piotr Peszat (muzyka), Grzesiek Mart (wideo), Michał Wawrzyniak (światło), Piotr Karp (współpraca scenograficzna), Weronika Wawryk (identyfikacja graficzna), Paweł Łyskawa (koordynacja i produkcja), Izabela Zawadzka (koordynacja i produkcja).
    - Dwie NAGRODY SPECJALNE:  Małgorzata Zawadzka za rolę Mary Tyrone w spektaklu „Pewnego długiego dnia” w reżyserii Luka Percevala w Narodowym Starym Teatrze im. Heleny Modrzejewskiej w Krakowie,  Roman Gancarczyk za rolę Jamesa Tyrone’a w spektaklu „Pewnego długiego dnia” w reżyserii Luka Percevala w Narodowym Starym Teatrze im. Heleny Modrzejewskiej.
    - Nagroda Honorowa: prof. Dorota Segda

  - 2025[13]
    - Nagroda Główna:  „Proszę Państwa, Wyspiański umiera”: zespół twórców i aktorów spektaklu w reżyserii Agaty Dudy-Gracz w Teatrze im. Juliusza Słowackiego w Krakowie.
    - NAGRODA DEDYKOWANA TEATROM NIEINSTYTUCJONALNYM: zespół twórców i aktorów spektaklu „Amatorki” powstałego na scenie teatru Akademii Sztuk Teatralnych im. Stanisława Wyspiańskiego.
    - NAGRODY SPECJALNE:  - Santiago Bello Labrador, autor choreografii do musicalu „RENT" w Krakowskim Teatrze VARIETE.   - Duet aktorski w składzie: Dominika Bednarczyk-Krzyżowska i Sara Celler-Jezierska za kreacje aktorskie w spektaklu „Persona K2” w reżyserii Magdaleny Łazarkiewicz w Teatrze Barakah.
    - NAGRODA HONOROWA: prof. Beata Guczalska za książkę „Swinarski. Biografia ukryta”.